# Nederlands Instituut voor Kunstgeschiedenis
Il Nederlands Instituut voor Kunstgeschiedenis (già Rijksbureau voor Kunsthistorische Documentatie) ovvero l'Istituto olandese per la Storia dell'Arte, conosciuto generalmente come RKD, si trova a L'Aia ed è la sede del più vasto centro sulla storia dell'arte del mondo.
Il centro è specializzato nella raccolta di documenti, archivi e testi sull'arte occidentale, dal tardo medioevo ai tempi moderni. Tutto il patrimonio è aperto al pubblico, e gran parte di esso è stato digitalizzato e reso disponibile sul sito dell'istituto. L'obiettivo principale del centro è di collezionare sempre più fonti e catalogarle, tanto da renderne possibile la consultazione al maggior numero di persone.
La biblioteca comprende circa 450 000 titoli, di cui circa 150 000 sono cataloghi d'asta; vi sono inoltre 3 000 riviste, e la maggior parte di questi documenti è disponibile in lingua olandese.